# Banjul International Airport

i7
i11
i13
Der Banjul International Airport (auch Yundum International Airport, IATA-Code: BJL, ICAO-Code: GBYD) ist der einzige internationale Flughafen des westafrikanischen Staates Gambia. Betrieben wird er von der staatlichen Gesellschaft Gambia Civil Aviation Authority (GCAA).

## Lage
Der Flughafen liegt rund 24 Kilometer südlich der Hauptstadt Banjul in der West Coast Region, Distrikt Kombo North bei dem Ort Yundum. Das Flughafengelände umfasst eine gesamte Fläche von 1327 Hektar.
In der Nähe des Flughafens liegt das Naturschutzgebiet Abuko Nature Reserve, in dem sich die einzigartige Flora und Fauna Gambias bewahrt hat. Auch in einem zum Flughafen gehörenden, 1800 Hektar großen Gelände, das für mögliche Erweiterungen reserviert ist, ist ein Rückzugsgebiet für viele Vögel entstanden.

## Geschichte

### Erster Flugplatz Gambias
In Jeshwang, in der Kombo-St. Mary Area, entstand mit dem Flugplatz Jeshwang (englisch Jeshwang Airfield) der erste Flugplatz in der damaligen britischen Kolonie Gambia, der von der Deutschen Lufthansa betrieben wurde. Dieser Flugplatz diente als Zwischenlandeplatz für die Transatlantikroute nach Rio de Janeiro. Er wurde bis zu Beginn des Zweiten Weltkrieges betrieben.

### Flugplatz Yundum

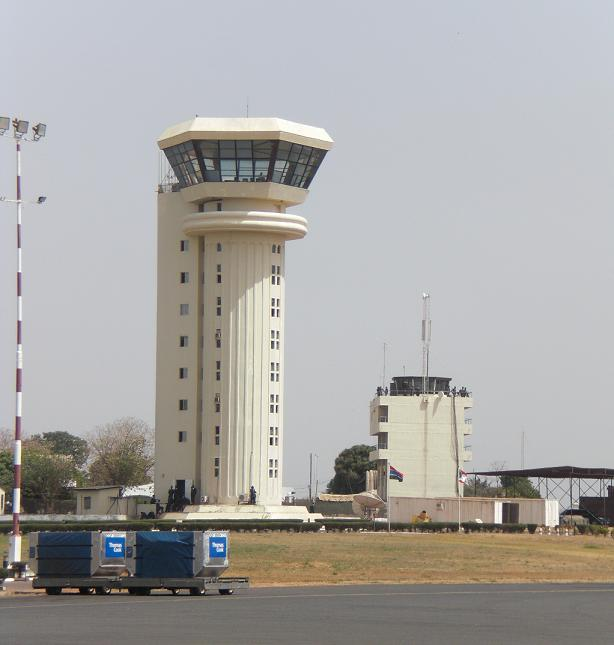
Der Tower (2009)

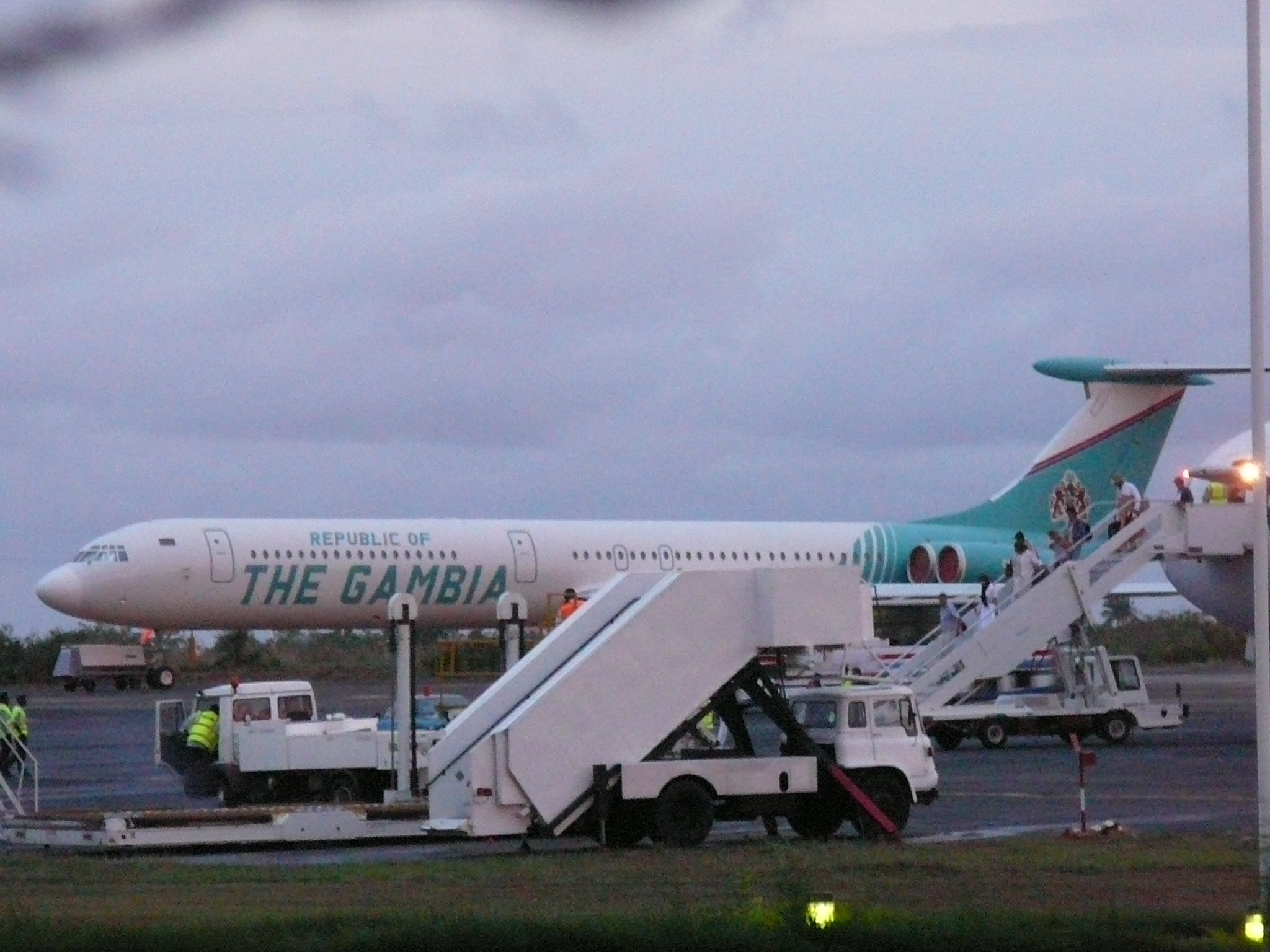
Der Präsident nutzt seit 8/2005 eine Iljuschin Il-62

Während des Zweiten Weltkrieges benötigte Großbritannien einen Stützpunkt für seine Luftwaffe in Westafrika. In Gambia wurde ein Stützpunkt für 20 Sunderland-Flugboote eingerichtet, der dort bei Bathurst operierte. Im Juni 1941 wurde die No. 200 Squadron RAF in Jeshwang stationiert und 1943 zum neu ausgebauten Flugplatz bei Yundum, mit zwei Landebahnen, den Flugplatz Yundum (englisch Yundum Airfield), verlegt. Dieser Stützpunkt wurde auch von der United States Army Air Corps (heutige Air Force), anstelle des Stützpunkt Dakar, das unter der Kontrolle des Vichy-Regime stand, benutzt.

### Ausbau zum internationalen Flughafen
Mit britischer Hilfe wurde im Jahr 1977 der Flugplatz zum Flughafen ausgebaut und eröffnet. Mit Unterstützung der Afrikanischen Entwicklungsbank sowie aus Saudi-Arabien, den Vereinigten Arabischen Emiraten und Großbritannien folgte eine weitere Ausbaustufe, die etwa 20 Millionen US-Dollar gekostet hatte. Das Flugfeld wurde 1987 von der NASA als transatlantische Notlandestelle für Space Shuttles ausgewählt und in den folgenden Jahren für diese Aufgabe in einer dritten Ausbaustufe angepasst. Die neue Landebahn, die drittlängste in Afrika, misst 3600 m.
Das Flughafen-Terminal wurde in einer vierten Ausbaustufe im Jahr 1996 für ungefähr zehn Millionen US-Dollar zum damals modernsten Flughafen Westafrikas ausgebaut. Verantwortlich für das Flughafengebäude war der senegalesische Architekt Pierre Goudiaby, der auch das Wahrzeichen Banjuls, den Arch 22, entworfen hatte. Der Komplex hat nun eine Nutzfläche von 9000 m² und ist für eine Kapazität von einer Million Passagieren pro Jahr ausgelegt.

## Fluggesellschaften und Ziele
Aus dem deutschsprachigen Raum wird Banjul aus Düsseldorf, Leipzig/Halle und München angeflogen.

## Zwischenfälle
- Am 22. März 1944 kam es mit einer Douglas DC-3/C-47A-80-DL der United States Army Air Forces (USAAF) (Kennzeichen 43-15143) zu einer Bruchlandung auf dem Flughafen Bathurst-Yundum. Dabei wurde mindestens ein Mensch getötet. Die Maschine wurde zerstört.[5]

- Am 30. August 1946 kam die Avro 691 Lancastrian 3 G-AGWJ der British South American Airways bei der Landung von der Landebahn ab und wurde zerstört.[6]

- Am 7. September 1946 stürzte eine Avro 685 York der British South American Airways (G-AHEW) mit dem Namen Star Leader kurz nach dem Start drei Kilometer südlich des Flughafens ab und explodierte. Der Flug sollte von London nach Buenos Aires über Lissabon-Portela, Bathurst (Jeshwang), Natal, Rio de Janeiro-Santos Dumont und Montevideo verlaufen. Der Flugkapitän verlor beim Steigflug die Kontrolle über das Flugzeug und die Maschine stürzte ab. Die Ursache konnte nicht genau geklärt werden, eine falsche Handhabung der Steuerung wurde nicht ausgeschlossen. Bei dem Unfall wurden alle 20 Passagiere und 4 Besatzungsmitglieder an Bord getötet (siehe auch Flugunfall einer Avro 685 York in Gambia 1946).[7][8][9]

- Am 7. Oktober 1997 stürzte zwei Kilometer hinter der Startbahn eine Beechcraft BE-200 der spanischen Naysa (EC-ERQ) mit neun Menschen an Bord ab. Acht Opfer waren zu beklagen.[10][11]